# Cayarga
Cayarga es una parroquia española del concejo de Parres, perteneciente a la comunidad autónoma de Asturias.

## Historia
Hacia mediados del siglo XIX, la parroquia, ya por entonces perteneciente a Lena, tenía contabilizada una población de 394 habitantes. Aparece descrita en el sexto volumen del Diccionario geográfico-estadístico-histórico de España y sus posesiones de Ultramar de Pascual Madoz con las siguientes palabras:

CAYARGA (Sta. Maria Magdalena): felig. en la prov. y dióc. de Oviedo (10 leg.), part. jud. de Cangas de Onis (1), ayunt. de Parres: sit. á la márg. izq. del r. Sella, con buena ventilacion y clima saludable. Tiene unas 80 casas distribuidas en los l. de su nombre y en los de Fuentes, Mesariegos, Siñavieja y Tresmonte. La igl. parr. dedicada á Sta. Maria Magdalena está servida por un cura cuyo destino es de ingreso y de patronato real: tambien hay 4 ermitas pertenecientes á particulares. Confina el térm. con los de Bode, Pendas, Margolles y Triongo. El terreno montuoso, desigual y abundante en aguas muy saludables, cuyo sobrante va á parar á un riach. el cual discurriendo de E. á O., confluye en el mencionado r. Sella. Los caminos son locales y de dificil tránsito, escepto uno que conduce hácia la cap. del ayunt.: el correo se re recibe de Cangas de Onis. prod.: cereales, legumbres, hortalizas, lino, muchas y esquisitas frutas, en particular peras y manzanas; se cria ganado vacuno, de cerda, lanar y cabrio; hay caza de varias clases y abundante pesca. ind.: la agricultura, molinos harineros, tejidos de lienzos ordinarios y de ropas de lana para usos de los hab., los cuales tambien se dedican á la elaboracion de sidra. pobl.: 82 vec., 394 alm. contr. con su ayunt. (V.)
(Madoz, 1847, p. 266)

En 2023, tenía empadronados 69 habitantes.